# Ізюмський шлях
Ізюмський шлях, Ізюмська сакма (татар. сукмак — «дорога, стежка») — одне із відгалужень Муравського шляху, яким татарські й ногайські орди здійснювали грабіжницькі напади на українські та російські землі в XVI — ⁣XVIII століттях. Називався за назвою міста Ізюм.

## Історія
Ізюмський шлях починався біля верхової річки Ораш (лівий приплив Дніпра), де відокремлювався від Муравського шляху, перетинав Ізюмським бродом Сіверський Донець і в міжріччі верхів'їв Псла, Ворскли, Сіверського Дінця та Осколу знову зливався з Муравським шляхом.
Після спорудження військово-оборонної системи порубіжних укріплень — Бєлгородської оборонної лінії та Ізюмської оборонної лінії  — татарські й ногайські орди втратили свій інтерес до Ізюмського шляху.

## Цікаві факти
У комедії М. О. Булгакова «Іван Васильович» й у фільмі Л. Й. Гайдая «Іван Васильович змінює професію» кримського хана вибивають саме з «Ізюмського шляху».